# Доменек Торрент
Доменек Торрент (ісп. Domènec Torrent, нар. 14 липня 1962, Санта-Колома-де-Фарнерс) — іспанський футболіст, що грав на позиції півзахисника. Більш відомий як тренер, який очолював низку іспанських та закордонних команд, працював також асистентом Жузепа Гвардіоли в «Барселоні», «Баварії» та «Манчестер Сіті». З 2024 року очолює тренерський штаб команди «Атлетіко Сан-Луїс».

## Ігрова кар'єра
Доменек Торрент з 1980 до 1989 року грав за нижчолігові іспанські клуби «Олот» і «АД Ґішулс», після чого завершив виступи на футбольних полях, та зосередився на тренерській кар'єрі.

## Кар'єра тренера
З 1991 року до 2004 року Доменек Торрент очолював низку іспанських аматорських і нижчолігових клубів, зокрема «Фарнерс», «Касса», «Касса», «Палафруджель» і «Паламос». У 2004 році його запросили очолити клуб третього іспанського дивізіону «Жирона», в якому він працював до кінця 2006 року, проте при ньому команда понизилась у класі.
У 2007 році Торрент прийняв пропозицію Жузепа Гвардіоли стати його асистентом. Спочатку він працював у тренерському штабі другої команди «Барселони», а за рік перейшов асистентом до головної команди клубу «Барселона», де працював до 2012 року. З 2013 до 2016 року Торрент працював асистентом Гвардіоли в клубі «Баварія». Після переходу Гвардіоли на роботу до «Манчестер Сіті» у 2016 році Торрент продовжив працювати асистентом Гвардіоли вже в манчестерській команді.
У 2018 році, завдяки співпраці клубів «Манчестер Сіті» та «Нью-Йорк Сіті» Доменек Торрент отримав пропозицію очолити клуб із Нью-Йорка. Він зумів вивести команду до півфіналу Кубка МЛС, проте в кінці 2019 року вирішив покинути американську команду.
У 2020 році іспанський тренер очолив бразильську команду «Фламенго», і тренував команду з Ріо-де-Жанейро до кінця року.
На початку 2022 року Доменек Торрент очолив тренерський штаб турецького клубу «Галатасарай», проте після незадовільних результатів роботи вже в червні цього ж року покинув стамбульський клуб.
З травня 2024 року Доменек Торрент очолює тренерський штаб мексиканської команди «Атлетіко Сан-Луїс».